# Front Kurski
Front Kurski (ros. Курский фронт) – związek operacyjno-strategiczny Armii Czerwonej o kompetencjach administracyjnych i operacyjnych na zachodnim terytorium ZSRR, działający podczas wojny z Niemcami w toku II wojny światowej.

## Działania bojowe
Front Kurski powstał 23.03.1943 roku z przeformowania Frontu Rezerwowego (II formowania) w składzie:
- 38 Armia
- 60 Armia
- 15 Armia Powietrzna

Rozformowany 27 marca 1943 roku. Dowództwo przeformowane w dowództwo Frontu Orłowskiego. 